# Château de Madirac
Le château de Madirac est une gentilhommière dans le style de la Renaissance gasconne, construite en 1582, située à La Romieu, dans le Gers.
Elle fait l’objet d’une inscription au titre des monuments historiques depuis le 28 avril 1964.

## Histoire
Le château est élevé en 1582 par François Georget, sculpteur et géomètre, pour Bertrand du Bousquet, président au tribunal de Condom.

## Architecture

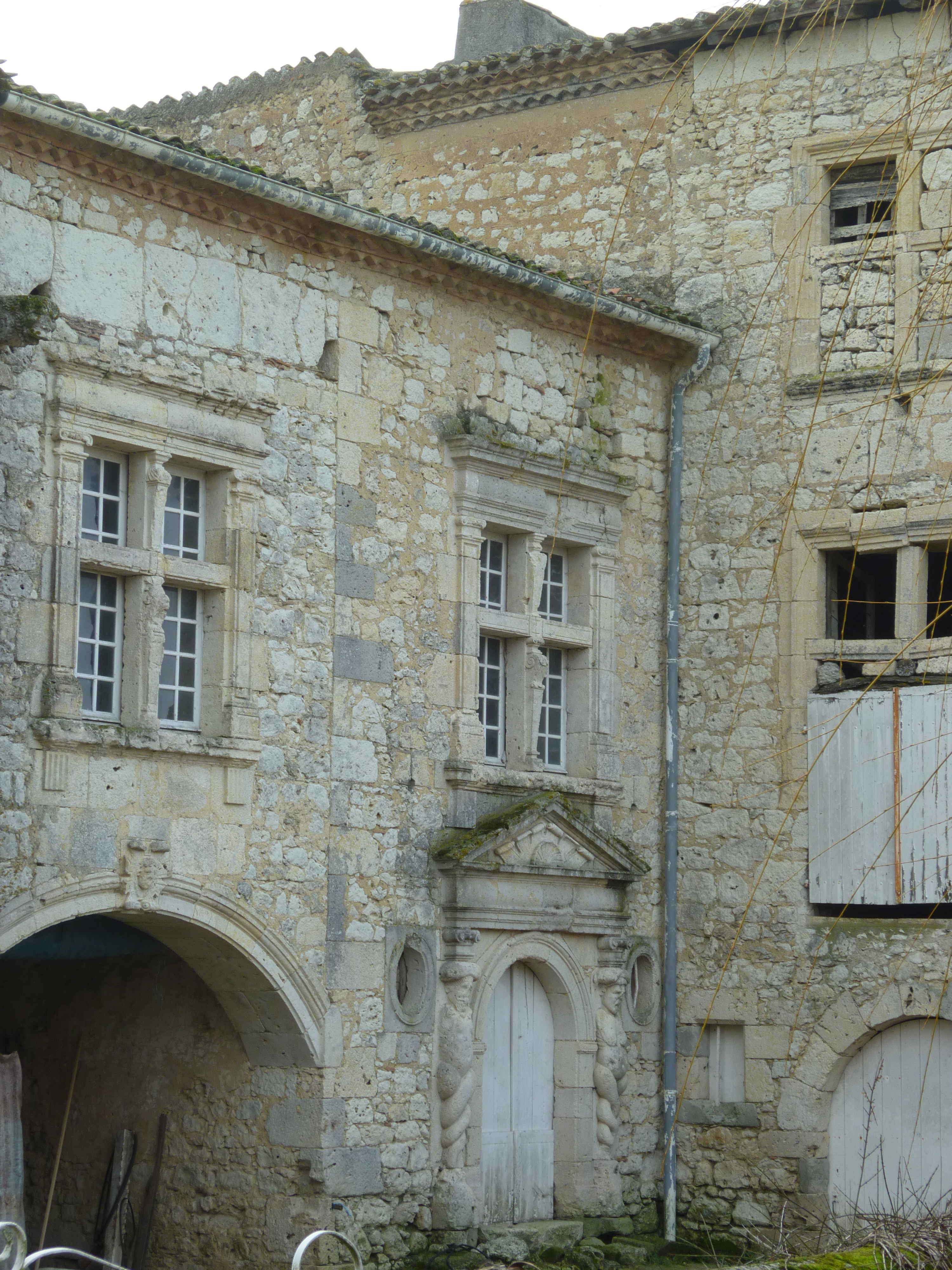
Porte d’entrée

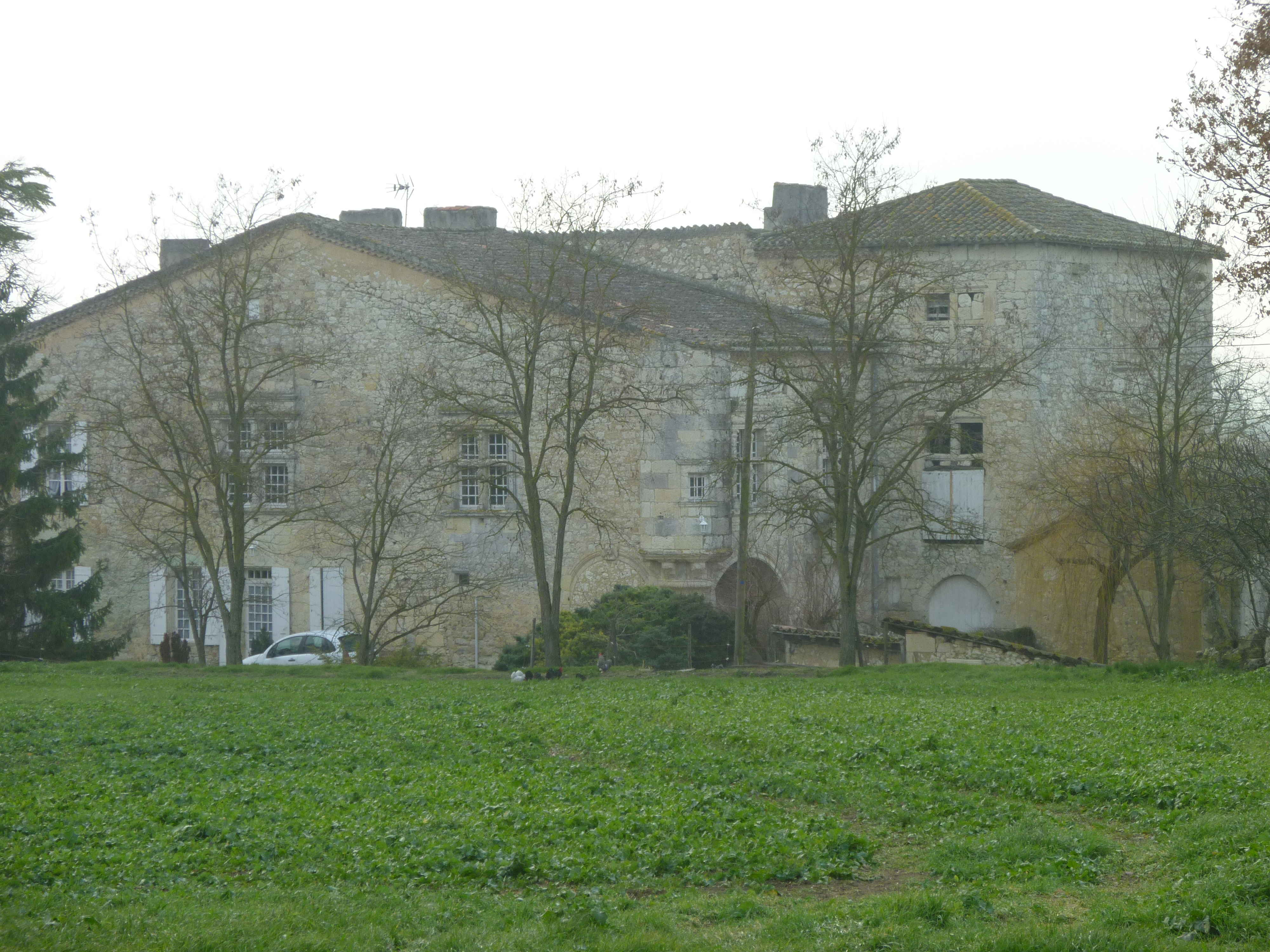
Vue d’ensemble

Le château se compose de deux corps juxtaposés à angle droit. Aux deux angles du premier corps, couvert d’un toit à deux pentes, plus bas que le second corps, se trouvent deux tourelles cylindriques à encorbellement, dont le couronnement (certainement un toit en poivrière) a disparu. Des fenêtres à meneaux paraissent à l’étage, tandis que des ouvertures simples, probablement plus tardives, s’ouvrent au rez-de-chaussée. 
L’angle des deux corps constitue l’entrée, avec une porte d’entrée remarquable par sa décoration sculptée : après un perron surélevé, des colonnes torses se terminant en personnages masculin et féminin encadrent la porte en plein cintre, sous un entablement et un fronton triangulaire orné d’une coquille sculptée. Un oculus ovale se trouve de chaque côté de la porte, puis à gauche une grande porte cochère, en arc surbaissé doté d’une clé saillante. À l’étage unique au-dessus, deux fenêtres à meneaux. Sur le mur du second corps formant angle, se trouve une autre porte à arc en plein cintre, surmontée de fenêtres à meneaux, sur deux étages.